# Alex Turner
Alexander David Turner (Sheffield, 6 januari 1986) is de zanger en gitarist van de Britse band Arctic Monkeys. De band brak in 2006 door met Whatever People Say I Am, That’s What I’m Not, en heeft tot op heden zeven albums uitgebracht, waaronder Favourite Worst Nightmare en AM. Met The Rascals-zanger Miles Kane vormt hij vanaf 2007 ook het duo The Last Shadow Puppets. Zij brachten in 2008 het album The Age of the Understatement uit. Daarnaast kende Turner een samenwerking met Reverend and The Makers.

## Biografie
Alex Turner werd in 1986 geboren als zoon van Penny en David Turner, beiden docenten. Zijn vader doceerde muziek en aardrijkskunde. Toen Turner opgroeide leerde hij zijn favoriete album (uit zijn jeugd) Pet Sounds van The Beach Boys kennen uit zijn vaders collectie, de invloed van Pet Sounds is later hoorbaar in Tranquility Base Hotel & Casino. Hij groeit op als enig kind in High Green, een buitenwijk in Sheffield. Zijn buurjongen was Jamie Cook, met wie hij op jonge leeftijd vrienden werd. Samen kenden ze een gelijke muzieksmaak, met bands als The Vines en Oasis. Ook waren ze geïnteresseerd in voetbal en fan van de lokale club Sheffield Wednesday. Turner ging naar Stocksbridge High School, waar hij Andy Nicholson en Matt Helders ontmoette. Op zijn zestiende verlieten Turner en Cook hun school. Beiden kregen voor kerstmis in 2001 een gitaar, waarop ze begonnen met het maken van muziek. Als bassist en drummer werden respectievelijk Nicholson en Helders gevraagd. Turner was vanaf begin af aan tekstschrijver van de band, maar durfde daar aanvankelijk nog niet voor uit te komen: "In het begin durfde niemand er voor uit te komen, dus probeerden we verschillende zangers uit, die ook de verantwoordelijkheid op zich namen. Maar eigenlijk schreef ik al sinds mijn schooltijd en dat vond ik leuk. Ik vertelde het niemand, want ik wilde niet belachelijk gemaakt worden."
Het eerste optreden volgt op 13 juni 2003. Na een paar optredens begonnen ze een demo op te nemen en die gratis te verspreiden bij concerten. De ontvangers van deze demo’s waren enthousiast en begonnen de demo’s op het internet te publiceren. Dit, samen met de MySpace-site van de band (gecreëerd door fans), zorgde voor een enorme bekendheid. De eerste officiële ep, Five Minutes with Arctic Monkeys, kwam in 2005 uit. Het platencontract bij Domino Records volgde in juni 2005. In januari 2006 komt Whatever People Say I Am, That’s What I’m Not uit. Het wordt het snelst verkochte Britse album aller tijden. In 2009 werd het album echter van zijn troon gestoten door I Dreamed A Dream, het debuutalbum van Susan Boyle, dit album ging in de eerste week 700.000 keer over de toonbank, het debuutalbum van Arctic Monkeys "slechts" 300.000 keer in de eerste week. Het tweede album Favourite Worst Nightmare werd op 24 april 2007 uitgebracht.
Turner staat erom bekend dat hij de media-aandacht zo veel mogelijk mijdt. De meeste teksten van Arctic Monkeys worden door Turner geschreven. Vaak schrijft hij over maatschappelijke zaken. Ook gebruikt Turner veel straattaal uit Noord-Engeland in zijn teksten. Qua instrumenten speelt Turner vanaf het begin tot en met de tour van 2007 met een Fender Stratocaster, in de tour van 2007 speelt Turner met een zwarte Fender Bronco, tot en met 2009 speelt hij met die gitaar, vanaf 2009 is hij overgestapt naar een Fender Jazzmaster. Na de release van het album 'Tranquility Base Hotel & Casino', komt er meer variatie in de gitaarkeuze, zo maakt hij voor het nummer 'One point perspective' gebruik van een Gretsch Spectra Sonic G6143 Baritone. Bij hun comeback in 2022, maakt Turner afwisselend gebruik van zijn Fender Jazzmaster en zijn Ovation Viper. 
Turner had de drang om gitaar te spelen gekregen nadat hij Oasis begon te luisteren. Het album Definitely Maybe was een van zijn favorieten. De inspiratie om te gaan zingen kwam van Vines-zanger Craig Nicholls. Toch gaf Turner in 2018 aan dat tijdens de productie van het album Tranquility Base Hotel & Casino deze drang om gitaar te spelen, weggeëbt leek te zijn. Dit manifesteerde zich ook in een album waar voornamelijk piano aanwezig is in plaats van gitaar. 

### The Last Shadow Puppets
In augustus 2007 werd bekend dat Turner samen met vriend Miles Kane (zanger bij de band The Rascals) en producer James Ford aan een zij-project werkt onder de naam The Last Shadow Puppets. Op 21 april 2008 brachten zij een album uit met de naam The Age of the Understatement. In 2016 kwam het tweede album Everything you've come to expect uit.

### Solowerk
In 2011 kwam de door Alex Turner geschreven ep Submarine uit voor de gelijknamige film van Richard Ayoade. De ep bevat 6 tracks en duurt 19 minuten.

## Persoonlijk leven
Turner is tegenwoordig woonachtig in Londen. Hier schrijft en maakt hij ook het overgrote deel van zijn huidige muziek.
Hij heeft sinds 2018 een relatie met de Franse zangeres Louise Verneuil.

## Discografie

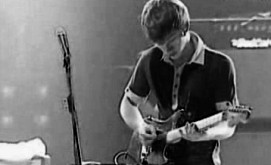
Alex Turner tijdens een Arctic Monkeys-concert in 2007.

### Met Arctic Monkeys
- Whatever People Say I Am, That's What I'm Not (2006)
- Favourite Worst Nightmare (2007)
- Humbug (2009)
- Suck It and See (2011)
- AM (2013)
- Tranquility Base Hotel & Casino (2018)
- The Car (2022)

### Met The Last Shadow Puppets
- The Age of the Understatement (2008)
- Everything you've come to expect (2016)

### Gastoptredens
- Reverend and The Makers - "The Machine" (2006, zang)[1][7]

### Solo
- "Submarine (ep)" (2011)

- Bibsys: 7036903
- Bibliothèque nationale de France: cb16758453v (data)
- Gemeinsame Normdatei: 1147068208
- International Standard Name Identifier: 0000 0000 3886 0568
- Library of Congress Control Number: nb2007023547
- MusicBrainz: ee953029-6de8-4c50-8d0f-215a1e4e8dd6
- Nationale Bibliotheek van Tsjechië: xx0186988
- Système universitaire de documentation: 15886459X
- Trove: 1530010
- Virtual International Authority File: 56140956
- WorldCat: E39PBJmxWmCWjVwMFfKWKTWqwC